# Freddie Garrity
Freddie Garrity (14 de novembro de 1936 - 19 de maio de 2006) foi um músico, vocalista, ator e elemento cômico na banda pop dos anos 1960, Freddie and the Dreamers.

## Biografia
Nascido em Manchester  Freddie trabalhou como leiteiro enquanto esteve tocando em um grupo de skiffle local - The Red Sox The John Norman Four and e finalmente The Kingfishers, que se tornou Freddie and the Dreamers em 1959.. Nos primeiros anos da banda,a data de nascimento de Garrity foi dada como 14 de novembro de 1940, para fazê-lo parecer mais jovem e, portanto, mais atraente para o mercado de jovens que compraram a maioria dos discos vendidos no Reino Unido.
Garrity era marcado por seu hábito de pular para cima e para baixo durante as performances. Isto, combinado com sua aparência quase esquelética e óculos de aro (sem lentes), fez dele uma figura excêntrica na cena pop britânica da década de 1960.
Freddie and the Dreamers se desfez em 1960 e entre 1971 e 1973, Garrity e ex-companheiro de banda Peter Birrell apareceram na televisão para crianças . Garrity também apareceu em um episódio de Heartbeat como um DJ, que desempenhou uma música de Freddie and the Dreamers registro "I'm Telling You Now".
Após sua carreira televisiva terminar, Garrity formou uma nova versão do Freddie and the Dreamers e viajou regularmente durante as próximas duas décadas. Ele continuou tocando até 2001, quando foi diagnosticada uma enfisema depois de desmaiar durante um vôo, assim, forçando-o a se aposentar.
Com sua saúde em declínio, Garrity saiu de Newcastle-under-Lyme. Ele foi casado três vezes e teve um filho em seu primeiro casamento com Jackie e três crianças em seu segundo casamento chamado Nicola, Danielle e Matthew. Freddie Garrity morreu em Bangor, no norte do Pais de Gales, aos 69 anos, depois de ter ficado doente durante as férias.